# 서울 등산로 강간 살인 사건
서울 등산로 강간 살인 사건은 2023년 8월 17일, 피의자 최윤종(남성, 1993년생)이 서울특별시 관악구 신림동(법정동) 관악산생태공원의 한 등산로에서 30대 여성을 너클로 폭행한 후 성폭행 하여, 결국 심한 부상을 입은 피해자 여성이 사망에 이르게 된 사건이다. 피해자 여성은 사건 발생 후 이틀 간 생명이 위독한 상태였다가 19일 오후 사망하였다. 법원은 최윤종에게 무기징역을 선고 하였다.

## 반응
경찰 조사 결과 피의자가 범행 전에 금속 너클을 구입했고 인터넷으로 성폭행 사건을 검색한 것으로 기록을 확인했으며, 군복무 시절 소총을 휴대한 채 무단탈영한 것으로 확인되었다.

## 같이 보기
- 2023년 대한민국 연쇄 흉기 난동 사건
- 죽전역 칼부림 사건
- 최원종 (범죄인)
- 부산 또래 여성 살인 사건
- 순천 살인 사건